# Alfred Schönian

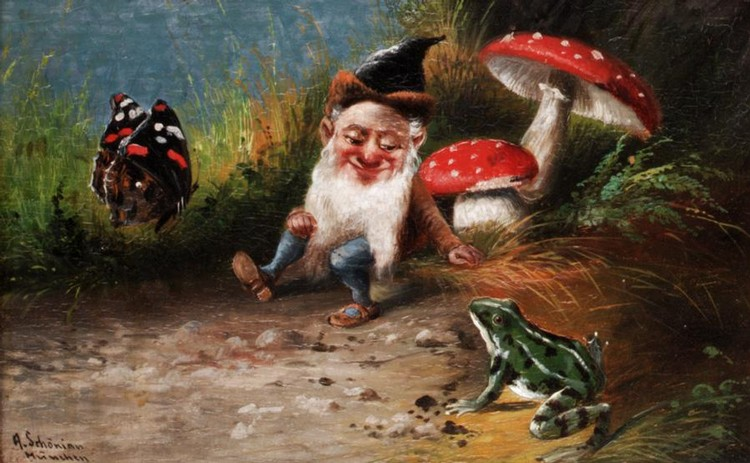
Zwerg und Frosch

Alfred Schönian (* 16. März 1856 in Frankfurt (Oder); † nach 1936 in München) war ein deutscher Tier- und Landschaftsmaler.
Schönian begann sein Studium an der Königlichen Akademie der bildenden Künste in Leipzig beim Bildhauer Melchior zur Strassen. 
Seit dem 24. April 1877 setzte er sein Studium an der Königlichen Akademie der Künste in München bei Gyula Benczúr und Johann Leonhard Raab fort.
Nach dem Studium blieb er als freischaffender Künstler in München. Er beschäftigte sich mit der Tier- und Landschaftsmalerei.
Er malte hauptsächlich das Geflügel und Haustiere, oft inmitten der Landschaft, aber auch Genrebilder, Porträts und Bilder mit Märchengestalten. Viele seiner Werke erschienen im Druck in Form von Postkarten sowie in illustrierten Zeitschriften.